# 김지은 (아나운서)
김지은(1969년 10월 8일 ~ )은 MBC 문화방송의 아나운서로 현대미술책 저자이다.

## 학력
- 반포고등학교
- 서울대학교 사범대학 독어교육과 87학번
- 홍익대학교 대학원 예술학과 석사

## 이력
그녀는 1992년 MBC 문화방송 아나운서로 입사하였으며, KOICA협력부장, 정책협력부장을 거쳐 기획국장, 편성국장등을 역임했다.

## 경력
| 연도      | 사항              |
| --------- | ----------------- |
| 1992~현재 | MBC 공채 아나운서 |

## 대표작

### 도서
- 《서늘한 미인》(2004년/아트북스) 지음.
- 《욕망, 죽음, 그리고 아름다움》(할 포스터 지음/2005년/아트북스) 공역.
- 《예술가의 방》(2008년/서해문집) 지음.
- 《나를 더 사랑하는 법》(미란다 줄라이, 해럴 플레처 공편/2009년/앨리스) 옮기고 한국편 프로젝트 엮음.

## 주요 출연작

### 텔레비전 프로그
- MBC 뉴스데스크
- MBC 뉴스와이드
- 출발! 비디오 여행
- 즐거운 문화 읽기
- 세계로 가는 장학퀴즈

### 라디오 프로그램
- 사랑이 있는 곳에 김지은입니다
- 김C 스타일 "미술관 가는 길"
- 새벽이 아름다운 이유
- 라디오 북클럽 김지은입니다